# シルヴェール・マース
シルヴェール・マース（Sylvère Maes、1909年8月27日 - 1966年12月5日）は、ベルギー、ゼヴェコテ出身の元自転車競技選手。ツール・ド・フランスの1936年大会・1939年大会で優勝したことで有名。1937年大会ではベルギーチームの一員として活躍した。身長は1m68cm、体重は70kg。

## 略歴

### 大会において
1932年にプロロードレース選手としてデビュー。
1933年
- パリ～ルーベを優勝。

1934年
- ツール・ド・フランス 総合8位

1935年
- ツール・ド・フランス 総合4位

1936年
- ツール・ド・フランスでは、第8ステージ以降総合首位に立ち、2位のアントナン・マーニュに26分55秒の差をつけ総合優勝（区間4勝）。

1939年
- 第二次世界大戦による中断直前となる、ツール・ド・フランスでは、第15ステージ終了後にルネ・ヴィエトからマイヨ・ジョーヌを奪取し、最終的にヴィエトに30分38秒の差をつけて総合優勝（区間2勝）、それぞれ総合優勝を果たした。また、山岳賞も獲得。

1947年
- ジロ・デ・イタリア 総合5位

### 所属チームの変遷
以下は所属チームの変遷。
- 1933-1936 アルシロン
- 1936 ラボール
- 1937-1941 アルシロン
- 1946 グロエネ・レーウ
- 1946 メルシエ
- 1947 オルモ
- 1947 ガリン
- 1947 メルシエ
- 1947 モンディア
- 1948 メルシエ

## 経歴
1909年8月27日、10人家族の末っ子としてマースは生まれた。マースはゼヴェコートという田舎にある村の家庭に生まれた。第一次世界大戦後、ベルギーでレースが行われ、村を通ったを自転車競技選手を目撃したマースは自分も自転車競技選手になることを夢見るようになる。
1928年に初めて自転車レース大会に出場し、すぐに若手トップ選手の仲間入りを果たした。1932年、マースはプロロードレース選手となり、短期間のうちにプロレースで2勝を挙げた。その後マースはシクロクロスの才能を発揮し、クリテリウム・インターナショナル・ド・シクロクロス1933年大会（非公式シクロクロス世界選手権）で優勝した。
1933年、マースはパリ〜ルーベで優勝し、公式大会初勝利を挙げた。その後はツール・ド・フランスを中心に活躍することとなる。

### 1934-1935年 ツール・ド・フランス出場
1934年、マースは個人枠でツール・ド・フランスに出場した。チーム戦においては他のベルギー人選手以上の活躍をし、入賞を果たした最初のベルギー人選手となった。第23ステージに関して言えば区間1位となっている。1934年大会における総合成績は8位となった。
マースは1935年のツール・ド・フランスにも個人で出場した。第2ステージでヨーゼフ・モーレンホウトが出場を取りやめた為、ルール上、個人での出場が認められた形である。加えて同党の理由でチームに参加することとなった。マースはピレネーの山岳ステージで勝利し、総合4位で大会を終えた。

### 1936年 ツール・ド・フランス優勝
1936年、マースはベルギーナショナルチームの一員としてツール・ド・フランスに出場した。第7ステージでモーリス・アルシャンボーが負傷し、マースはレースを1位で通過した。最もマースにタイムが近かったのはアントナン・マーニュで、第9ステージには大接戦となった。マーニュはこの日最後の登りであるアロスで大きくマースを引き離し、3分の差をつけた。しかし、観客が疲れたマーニュを助けようとしたことによりマーニュは転倒。マースは次のステージでタイムを上げ、チームタイムトライアル方式（4人の選手で一つのチームを構成し、3人目の選手がゴールするタイムの優劣を競う方式）で行われた2つのステージで勝利した。第16ステージ、マースは序盤で一気に他の選手を引き離した。視界にマースが映っていたのは先頭のイヴァン・マリーとフェリシアン・フェルヴァークだけだった。マリーは最終的にマースが見えなくなるほど距離が遠ざかり、フェルヴァークはトゥルマレ峠の登りで機械的なトラブルに見舞われた。その後マースが追い抜かされたり、タイムが遅れるようなことはなく、ついに総合優勝を果たした。

### 1937年 2大会連続優勝の失敗
マースは1937年のツール・ド・フランスでベルギーナショナルチームのリーダーを務めた。第9ステージ、先頭はジーノ・バルタリであった。しかしバルタリは落車、大怪我してしまう。このハプニングによってバルタリをマースは追い抜き、首位となった。バルタリがレースからリタイアしたことによって、マースはフランス人選手ロジェ・ラペビーと大接戦となる。しかし、裏でラペビーは、様々な問題を引き起こしていた。単なる負けではなく、ルール違反者に負けたということで、マースは憤慨した。実際にピレネー走行前日の休息日、マースはある人物から、ラペビーを勝たせるようにすれば10万ベルギーフランを渡すという交渉があった（尚、マースはこの提案を断っている）。
ピレネー山脈を登る第15ステージで、マースはラペビーに大きな差をつけた。マースの自転車が故障すると、ラペビーはマースに追いつき、ステージ終盤になると2人をフリアン・ベレンデロが追い抜き区間1位に、ラペビーが区間2位を取った。それでもまだまだマースの方が3分ほど総合的にタイムが速かった。そこでラペビーはベルギーチームを研究し、ベルギーの弱さを突き止めた。そして、次のステージで攻める計画を立てた。ベルギーチームはペナルティータイムをつけてもボーナスタイムが大きすぎて影響が小さいと不満を漏らした。しかしフランスチームが、ペナルティタイムを増やすならレースを放棄すると脅したため、ツール・ド・フランス実行委員会はペナルティを付け加えたりはしなかった。
第16ステージでは、ラペビーがマースより早くフィニッシュし、ベルギーチームとの差をわずか25秒に縮めた。その第16ステージでもマースの自転車は故障し、ベルギーチーム構成員ではなく個人として走っていた2人のベルギー人選手、フスターフ・デロールとアドルフ・ブレークフェルトに助けられた。ツール・ド・フランス審査委員会はマースに15秒のペナルティタイムを科した。 レース中、ラペビーが通過した直後、マースが通過しようとした直前、踏切が閉鎖された。マースはこれに腹を立て、他のベルギーチームとともにレースをリタイアした。
ベルギーでは、サポーターがツール・ド・フランス実行委員会に対して抗議を行った。24時間以内に20,000通の抗議文がスポーツ雑誌に送られ、10日間で100,000ベルギーフラン以上がツール・ド・フランス参加選手を支援するために全国のサイクリング団体に送られた。

### 1938年 期待外れのツール・ド・フランス
マースは1938年のツール・ド・フランスでもチームリーダーを務めた。しかし、マースは調子が悪く、期待に応えることができなかったため、フェリシアン・フェルヴァークが代わりにチームリーダーを引き継いだ。マースの総合結果は14位に終わった。あまり良くない結果であったその裏でフレッシュ・ワロンヌとツール・ド・フランドルの両方で2位に入賞しており、1933年のパリ～ルーベでの優勝を除けば、ワンデークラシックレースでは自己最高の成績を収めた。

### 1939年 2度目のツール・ド・フランス優勝

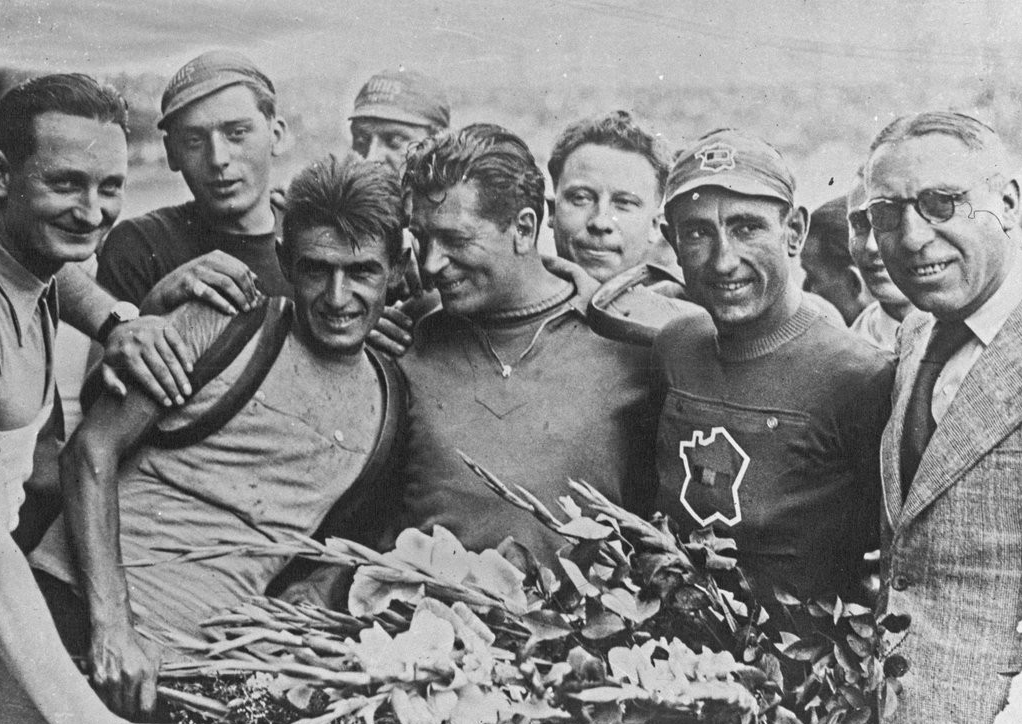
ツール・ド・フランス1939：左側に優勝したマースがいる。

マースは1939年のツール・ド・フランスで再びベルギーチームのリーダーとなった。イタリアチームはそもそもスタートができないというハプニングが発生していたため、ほぼ優勝したと言えるほど勝率が上がっていた。ベルギーチームのもう一人の重要な選手はエドワード・ヴィッセルズで、第9ステージで区間1位をとった。マースも全力でヴィッセルズを追いかけるように走行した。そして第14ステージまで総合首位だったフランス人選手、ルネ・ヴィエットとの接戦となる。アルプス走行で、マースはヴィエットを打ち負かした。第16ステージの個人タイムトライアルでも、マースはヴィエットから10分遅れでスタートしたが、最終的にヴィエットを追い抜いた。マースとヴィエットのタイムの差は30分以上あり、ヴィエットはマースには勝てないことが確定したようなものだった。マースの勝利は決定的であり、マースは山岳賞も獲得し、ベルギーチームは団体総合でも勝利した。

### 1940年 - 1947年 第二次世界大戦から最後の公式大会出場まで
マースは3度目のツール・ド・フランス制覇を狙う予定であったが、第二次世界大戦によってツール・ド・フランスが中断されたことでその機会はなくなった。それに伴って他の公式大会もほとんど中止され、収入がほぼなくなったためマースは副業としてバーテンダーを始めた。第二次世界大戦終結後の1947年、マースはジロ・デ・イタリアで5位入賞を果たした。メースは1947年のツール・ド・フランスに出場する予定であった。そして、1947年のツール・ド・フランスは1939年のツール・ド・フランスの続きであることをアピールするために、第1ステージで黄色のジャージ（ツール・ド・フランス優勝者に渡される衣装）を着用することが許されるはずだったが、土壇場で辞退した。そして翌年の1948年に最後のプロ人生を送り、引退した。

### 引退後
プロ引退後、1949年から1957年まで、マースはツール・ド・フランスのベルギーチームのチーム監督を務めた。その後、ジステルでパブ「Au Tourmalet」をオープンした。このパブは現在ではファンの聖地になっている。1966年、すい臓がんのため57歳で死去。
2011年、マースとヨハン・ムセウを称えるために、ジステルに記念館がオープンした。

## 成績

### 大会における成績
1932
1位 ブリュッセル-ルクセンブルク-モンドルフ
1位 第2ステージ
1位 GP スタッド・コルトレイク
1位 デン・ボス
1位 オムロープ・ファン・ヘット・ヴラームス・ランド
1位 ジャバッケ
2位 カンピウンスハップ・ファン・フラーンデレン
7位 グランプリ・デ・ナシオン
1933
1位 パリ〜ルーベ
1位 クリテリウム・インターナショナル・ド・シクロクロス
1位 スハール・セルス
1位 シルキュイ・ドゥ・ブラバント
1位 デ・パンネ
2位 オムロープ・ファン・ウェスト＝フラーンデレン
3位 GP Dr.ウジェーン・ロッジマン
10位 パリ〜ブリュッセル
10位 ロンド・ファン・フラーンデレン
1934
1位 スヘルトーヘンボス
1位 アウデンブルグ
1位 バル＝ル＝デュック
2位 クリテリウム・インターナショナル・ド・シクロクロス
3位 オムロープ・ファン・アオスト＝フラーンデレン
8位 ツール・ド・フランス
1位 第23ステージ
9位 ブリュッセル・サイクリング・クラシック
1935
3位 シックス・デイズ・オブ・パリ（ロマン・マースと共に出場）
4位 ツール・ド・フランス
1位 第15ステージ
8位 ジロ・デッラ・プロヴィンシア・ディ・ミラノ
9位 ブリュッセル・サイクリング・クラシック
1936
1位  ツール・ド・フランス
1位 第13bステージ、第14bステージ、第16ステージ、第18bステージ
2位 パリ～レンヌ
4位 ブリュッセル・サイクリング・クラシック
10th パリ〜ツール
1937
1位 ツール・ド・フランス 第5ステージ
6位 ブリュッセル・サイクリング・クラシック
8位 パリ〜ニース
1位 第6ステージ
9位 ロンド・ファン・フラーンデレン
1938
1位 ルーセラーレ
ツール・ド・シュッド・ウエスト
1位 第3ステージ、第7ステージ
1位 バロワーズ・ベルギー・ツアー第2ステージ
2位 ロンド・ファン・フラーンデレン
2位 リエージュ〜バストーニュ〜リエージュ
5th 5位 フレッシュ・ワロンヌ
1939
1st  ツール・ド・フランス
1位 マイヨ・ブラン・ア・ポワ・ルージュ
第1位 第15ステージ、第16bステージ
1位 シルキュイ・ドゥ・モルビアン
1位 第2ステージ
1位 クリテリウム・デュ・カネス
1941
1位 ケッセル＝ロ
1942
1位 ウィッテ・ドンデルダグプリジス
1947
5位 ジロ・デ・イタリア
6位 オムロープ・ヘット・ニウスブラット
9位 バロワーズ・ベルギー・ツアー
1948
5位 ドワルス・ドール・フラーンデレン

### グランツールにおける総合成績
| グランツール               | 1934 | 1935 | 1936 | 1937 | 1938 | 1939 | 1940 | 1941 | 1942 | 1943 | 1944 | 1943 | 1946 | 1947 |
| -------------------------- | ---- | ---- | ---- | ---- | ---- | ---- | ---- | ---- | ---- | ---- | ---- | ---- | ---- | ---- |
| ブエルタ・ア・エスパーニャ | N/A  | —    | —    | N/A  | N/A  | N/A  | N/A  | —    | —    | N/A  | N/A  | —    | —    | —    |
| ジロ・デ・イタリア         | —    | —    | —    | —    | —    | —    | —    | N/A  | N/A  | N/A  | N/A  | N/A  | —    | 5    |
| ツール・ド・フランス       | 8    | 4    | 1    | DNF  | 14   | 1    | N/A  | N/A  | N/A  | N/A  | N/A  | N/A  | N/A  | —    |

| —   | 出場せず     |
| DNF | ゴールならず |
| N/A | 開催せず     |